# Théta Carinae halmaz
A θ Car halmaz (Théta Carinae, más néven IC 2602 vagy Caldwell 102) egy nyílthalmaz a Carina (Hajógerinc) csillagképben.

## Felfedezése
Az IC 2602 nyílthalmazt Nicolas-Louis de Lacaille abbé fedezte fel 1752 március 3-án egy dél-afrikai utazása alkalmával.

## Tudományos adatok
A halmaz több mint 60 csillagból áll, a legfényesebb 2,74 magnitúdójú.

## Megfigyelési lehetőség
Szabad szemmel látható, mivel a Földhöz közel, 492 fényév távolságra van.